# Bombardement de Tanger (1791)
Pour les articles homonymes, voir Bombardement de Tanger.
Guerre hispano-marocaine (1790-1791)
Le bombardement de Tanger est une attaque navale lancée le 24 août 1791 par l'Espagne, contre la ville marocaine de Tanger, en réponse à la déclaration de guerre et au siège de Ceuta par le sultan marocain Moulay Yazid.
À la suite de l'échec des tentatives de paix entre l'Espagne et le Maroc, le roi espagnol Charles IV décide de déclarer lui aussi officiellement la guerre au Maroc, et ordonne de bombarder Tanger,. La ville de Tanger est un point de départ connu pour les corsaires marocains qui capturent ou entravent les marchands espagnols. Le bombardement a pour but d'arrêter ces activités et surtout d'encourager une rébellion de la population locale contre le sultan qui assiège Ceuta depuis le 25 septembre 1790.
Une escadre légère espagnole est envoyée sous le commandement du lieutenant-général Javier Morales de los Ríos. Elle atteint la baie de Tanger le 23 août, et débute le bombardement du port le 24, de cinq heures du matin jusqu'à trois heures de l'après-midi. Les conditions météorologiques obligent la flotte espagnole à se retirer. La ville de Tanger, qui s'était renforcée sachant l'imminence d'une attaque, n'a été que très peu endommagée. 

## Sources

### Sources bibliographiques
1. 1 2 3 4 5  Carmona Portill 2004, p. 190
2. ↑  L'Afrique française 1925, p. 499
3. ↑  Hamet 1923, p. 376-377
4. 1 2  Nicolas Viton 1826, p. 268

#### Francophone
- Ismaël Hamet, Histoire du Maghreb : cours professé à l'Institut des hautes études marocaines, E. Leroux (Paris), 1923, 501 p. (lire en ligne)
- Comité de l'Afrique française et Comité du Maroc, L'Afrique française : bulletin mensuel du Comité de l'Afrique française et du Comité du Maroc, (Paris), année 1925 (lire en ligne)
- Nicolas Viton de Saint-Allais, L'art de vérifier les dates ... Volume 3, Partie 3., Valade, 1826, 526 p. (lire en ligne)

#### Hispanophone
- Antonio Carmona Portillo, Las relaciones hispano-marroquíes a finales del siglo XVIII y el cerco de Ceuta de 1790-1791, Malaga, Éditorial Sarriá, 2004, 317 p.